# Curena externalis
Curena externalis är en fjärilsart som beskrevs av Walker 1866. Curena externalis ingår i släktet Curena och familjen mott. Inga underarter finns listade i Catalogue of Life.